# Le Choc des Titans (film, 1981)
Pour les articles homonymes, voir Le Choc des Titans.
Pour plus de détails, voir Fiche technique et Distribution.
Le Choc des Titans (Clash of the Titans) est un film britanno-américain de fantasy et de mythologie, réalisé par Desmond Davis, sorti en 1981.
Il est fondé sur le mythe de Persée. Les effets spéciaux des créatures sont réalisés par Ray Harryhausen, fameux pour ses animations en volume (et dont c'est le dernier film). Le Choc des Titans est un grand succès commercial de l'année 1981. Alan Dean Foster a novélisé le film en 1981.

## Synopsis
Acrisios, roi d'Argos, jette à la mer dans un cercueil de bois sa fille Danaé et le fils de celle-ci, Persée, encore au berceau car on avait prédit que l'enfant serait fatal à son beau père. Furieux, Zeus qui est le père de l'enfant, ordonne alors à son frère Poséidon, roi de la mer, de libérer le Kraken pour détruire Argos, ce qui réalisera ainsi la prédiction. Danaé et son fils au contraire sont amenés sains et saufs sur l'île de Sérifos.
Calibos est le fils de Thétis, la déesse de la mer, qui l'adore. Il était un beau jeune homme et devait se marier avec la princesse Andromède, fille de la reine Cassiopée et héritière de la riche ville de Joppé et finalement de toute la Phénicie. Mais il a commis, entre autres méfaits, le crime de tuer tout le troupeau sacré de chevaux volants qui appartenait à Zeus, à part l'étalon Pégase ; le dieu suprême l'a donc transformé en un monstre qui s'est vu alors rejeté et forcé de vivre comme un paria dans les marécages et les eaux stagnantes. Thétis, furieuse du sort assigné à son fils, a juré que si Calibos ne peut pas épouser Andromède, aucun autre homme ne le pourra non plus.
Non moins exaspérée par la dévotion totale de Zeus envers son propre fils, Thétis transporte Persée de Sérifos à Joppé. S'étant lié d'amitié avec Ammon, un érudit et un compositeur de pièces, Persée apprend l'aventure d'Andromède et de sa triste situation : elle ne peut pas se marier à moins que son prétendant ne réussisse à résoudre une énigme que lui donnera Calibos. Tout prétendant qui n'y arrivera pas sera brûlé sur le bûcher. En se servant d'une épée, d'un bouclier, et d'un casque qui rend son propriétaire invisible, que lui ont donné les dieux, Persée capture Pégase et découvre la réponse à l'énigme : c'est l'anneau que porte Calibos. Ce dernier est à deux doigts de le tuer, mais Persée lui coupe la main avec son épée, bien que dans la lutte il perde son casque.
À la cérémonie suivante où l'on attend un nouveau prétendant, Persée entre, répond correctement à l'énigme et présente la main coupée de Calibos avec l'anneau, gagnant ainsi la main d'Andromède. Dans le temple de Thétis, Calibos supplie sa mère pour le venger de Persée, mais elle lui répond qu'elle en est incapable car Persée est protégé par Zeus, cependant elle peut se venger sur Joppé. Lors du mariage, la reine Cassiopée compare la beauté d'Andromède à celle de Thétis elle-même, ce qui met la déesse en colère. La statue de Thétis s'effondre et sa tête s'anime, en exigeant que dans les trente jours Andromède soit offerte vierge en sacrifice au Kraken, autrement Joppé sera détruite.
Persée cherche un moyen de vaincre le monstre. Quand Zeus ordonne à Athéna de donner sa chouette au héro, elle préfère demander à Héphaïstos de construire la chouette mécanique Bubo pour aider Persée. Bubo le conduit vers les sorcières du Styx, trois femmes aveugles qui lui révèlent que son seul espoir de survivre s'il combat contre le Kraken est d'utiliser la tête d'un autre monstre, la Gorgone Méduse. Jadis une femme superbe, Méduse, avait osé faire l'amour avec Poséidon dans le temple d'Aphrodite et avait pour cela été transformée par la déesse en monstre horrible. La voir dans les yeux devait changer en pierre toute créature vivante, y compris le Kraken. Elle habite sur l'Île des Morts, qui se trouve de l'autre côté du Styx, sur les bords des Enfers. Persée s'y rend et lui coupe la tête, puis il affronte Calibos qu'il finit par tuer avec l'épée d'Aphrodite. Il tue également trois scorpions géants nés du sang de la tête de Méduse.
Juste au moment où Andromède est sur le point d'être sacrifiée au Kraken, Persée apparait chevauchant Pégase ; grâce à la tête de Méduse, il change le Kraken en pierre et libère Andromède. Par un décret de Zeus, le héros et l'héroïne deviennent des constellations, et Pégase et Cassiopée connaissent la même métamorphose.

## Fiche technique
- Titre original : Clash of the Titans

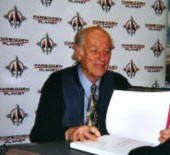
Ray Harryhausen est coproducteur du film et en conçoit les effets spéciaux.

- Titre français et québécois : Le Choc des Titans
- Réalisation : Desmond Davis †
- Scénario : Beverley Cross †
- Musique : Laurence Rosenthal
- Direction artistique : Giorgio Desideri, Fernando González, Peter Howitt et Don Picton
- Décors : Frank White
- Costumes : Emma Porteous
- Photographie : Ted Moore †
- Son : Gordon K. McCallum †, Robin Gregory, Terry Poulton
- Montage : Timothy Gee
- Production : Ray Harryhausen † et Charles H. Schneer

Production associée : John Palmer
- Sociétés de production[1] :
  - États-Unis : Charles H. Schneer Productions, Metro-Goldwyn-Mayer[2] et Titan Productions[2]
  - Royaume-Uni : Peerford Ltd. (non crédité)
- Sociétés de distribution :
  - États-Unis : Metro-Goldwyn-Mayer (MGM), United Artists
  - Royaume-Uni : Cinema International Corporation (CIC)
  - France : Paramount Pictures France[3]
- Budget : 15 millions de $[4]
- Pays : États-Unis, Royaume-Uni
- Langue : anglais
- Format[5] : couleur (Metrocolor) - 35 mm - 1,85:1 (Panavision) - son Dolby stéréo
- Genre : Action, aventure, fantasy et péplum
- Durée : 118 minutes
- Dates de sortie[6] :
  - États-Unis : 12 juin 1981
  - Royaume-Uni : 2 juillet 1981
  - France : 8 juillet 1981
  - Canada : 6 août 2002 (sortie directement en DVD)
- Classification[7] :
  -  États-Unis : Certaines scènes peuvent heurter les enfants - Accord parental souhaitable (PG - Parental Guidance Suggested)..
  -  Royaume-Uni : Interdit aux moins de 12 ans (Réévaluation de 2006) (12 - Suitable for 12 years and over)[8].
  -  France : Tous publics (visa d'exploitation no 54231 délivré le 20 mai 1981)[3].
  -  Québec : 13 ans et plus (13+ / 13 years and over).
- Affiche : Jean Mascii (France)

## Distribution
- Harry Hamlin (VF : Bernard Murat) : Persée
- Judi Bowker (VF : Martine Irzenski) : Andromède
- Burgess Meredith (VF : Henri Labussiere) : Ammon
- Laurence Olivier (VF : Jacques François) : Zeus
- Jack Gwillim (VF : William Sabatier) : Poséidon
- Claire Bloom (VF : Claire Guibert) : Héra
- Maggie Smith (VF : Nadine Alari) : Thétis
- Ursula Andress : Aphrodite
- Susan Fleetwood : Athéna
- Pat Roach : Héphaïstos
- Siân Phillips : Cassiopée
- Neil McCarthy (VF : Georges Atlas) : Calibos
- Tim Pigott-Smith (VF : Sady Rebbot) : Thallo, le compagnon de Persée
- Flora Robson (VF : Paule Emanuele), Anna Manahan, Freda Jackson : Les trois Grées
- Donald Houston : Acrisios
- Vida Taylor : Danaé

## Production
Le film est coproduit par Ray Harryhausen (Les Voyages de Gulliver, Jason et les Argonautes, Un million d'années avant J.C., Le Voyage fantastique de Sinbad, etc.). Ray Harryhausen prend sa retraite peu après la sortie du film. Le Choc des Titans est sa dernière grande réalisation en termes d'effets spéciaux.
Le tournage du film se déroule en Italie (Paestum), en Espagne (Malaga), à Malte (Gozo, Fenêtre d'Azur) et au Royaume-Uni.
Le budget final du film est estimé à environ 15 millions de dollars américains.

## Accueil
En 1981, le savoir-faire de Ray Harryhausen commence à paraître anachronique tout en conservant la séduction du travail artisanal[réf. nécessaire].

### Box office
Le Choc des Titans sort aux États-Unis le 12 juin 1981, le même jour que Les Aventuriers de l'arche perdue de Steven Spielberg. Le Choc des titans engrange un peu plus de 41 millions de dollars pendant son exploitation en salles aux États-Unis, ce qui constitue le 11e meilleur chiffre pour l'année 1981. Ces recettes couvrent largement les frais du film, qui avait coûté environ 15 millions de dollars, et en font un franc succès commercial.
En France, le film sort le 8 juillet 1981 et totalise 963 871 entrées.

## Distinctions
Entre 1981 et 1982, Le Choc des Titans a été sélectionné 8 fois dans diverses catégories et a remporté 2 récompenses.

### Récompenses
- Académie des films de science-fiction, fantastique et d'horreur - Prix Saturn 1982 :
  - Prix Saturn du Meilleur acteur dans un second rôle décerné à Burgess Meredith.
- Prix des jeunes artistes 1982 :
  - Prix des jeunes artistes du Meilleur film - Fantastique ou comédie - Plaisir en famille.

### Nominations
- The Stinkers Bad Movie Awards 1981 : Pires effets spéciaux (Effets spéciaux les moins «spéciaux»).
- Académie des films de science-fiction, fantastique et d'horreur - Prix Saturn 1982 :
  - Meilleur film fantastique,
  - Meilleure actrice dans un second rôle pour Maggie Smith,
  - Meilleure musique pour Laurence Rosenthal,
  - Meilleurs costumes pour Emma Porteous,
  - Meilleurs effets spéciaux pour Ray Harryhausen.

## Analyse
Le personnage de Calibos, absent du mythe antique, est directement inspiré du personnage de Caliban dans la pièce La Tempête de Shakespeare.
La chouette mécanique Bubo porte le nom du genre Bubo, qui regroupe des rapaces nocturnes comme le hibou grand-duc et le harfang des neiges.

## Postérité
Stephen R. Wilk a écrit en 2000 que « la plupart des gens qui aujourd'hui ont une idée de l'histoire de Persée et de Méduse le doivent au Choc des Titans de 1981 ».
Un remake américain du film, également titré Le Choc des Titans, est réalisé en 2010 par Louis Leterrier, avec Sam Worthington dans le rôle de Persée. On peut apercevoir la chouette Bubo au détour d'une scène où Persée manipule pendant quelques secondes l'oiseau mécanique. Bubo réapparaît brièvement dans la suite de ce remake, La Colère des Titans, sortie en 2012, où Héphaïstos lui parle pour tromper sa solitude dans ses forges.
Le film a fait l'objet d'une adaptation en bande dessinée sur un scénario de Mary Carey et des dessins de Dan Spiegle. Le livre a été édité par Golden Press en janvier 1981. Il a eu droit à une sortie française durant l'été 1981 chez Dynamisme Presse Edition en version brochée et aux Deux Coqs d'or en version reliée.
On peut noter qu'un extrait du film apparaît dans le générique de la série Malcolm In The Middle,.